# الراهب (رواية)
الراهب (بالإنجليزية: The Monk) هي رواية قوطية من تأليف ماثيو غريغوري لويس نشرت عام 1796. وهي من الروايات التي كتبها لويس بسرعة في بدايات حياته المهنية (فزعم في إحدى الرسائل أنه أنجزها خلال عشرة أسابيع، ولكن أشارت مراسلات أخرى إلى مباشرته للعمل عليها على الأقل، قبل بضعة سنوات). وقد نشرت قبل أن بلغ لويس العشرين من العمر.

## وصلات خارجية
- الراهب على موقع الموسوعة البريطانية (الإنجليزية)
- كتاب مجاني: الراهب على مشروع غوتنبرغ
- الراهب: إصدار دار كتب فالانكورت للنشر 2013 مع مقدمة بقلم ستيفن كينغ (بالإنجليزية)
- الراهب بصيغة كتاب مسموع – MP3 Streams.